# Eliurus
Eliurus é um género de roedor da família Nesomyidae.

## Espécies
- Eliurus antsingy Carleton, Goodman & Rakotondravony, 2001
- Eliurus carletoni Goodman, Raheriarisena & Jansa, 2009
- Eliurus danieli Carleton & Goodman, 2007
- Eliurus ellermani Carleton, 1994
- Eliurus grandidieri Carleton & Goodman, 1998
- Eliurus majori Thomas, 1895
- Eliurus minor Major, 1896
- Eliurus myoxinus Milne-Edwards, 1885
- Eliurus penicillatus Thomas, 1908
- Eliurus petteri Carleton, 1994
- Eliurus tanala Major, 1896
- Eliurus webbi Ellerman, 1949